# Шевченківська сільська рада (Березівський район)
Шевче́нківська сільська́ ра́да — колишня адміністративно-територіальна одиниця та орган місцевого самоврядування в Березівському районі Одеської області. Адміністративний центр — село Шевченкове.

## Загальні відомості
Шевченківська сільська рада утворена в 1992 році.
- Територія ради: 2,77 км²
- Населення ради: 804 особи (станом на 2001 рік)

## Населені пункти
Сільській раді підпорядковані населені пункти:
- с. Шевченкове
- с. Чигирин

## Населення
За переписом населення 2001 року в селі мешкали 803 особи.

### Мова
Розподіл населення за рідною мовою за даними перепису 2001 року:
| Мова       | Відсоток |
| ---------- | -------- |
| українська | 92,04 %  |
| російська  | 3,86 %   |
| вірменська | 2,61 %   |
| болгарська | 0,87 %   |
| білоруська | 0,37 %   |
| гагаузька  | 0,12 %   |
| молдовська | 0,12 %   |

## Склад ради
Рада складається з 15 депутатів та голови.
- Голова ради: Кондрова Ніна Ігорівна

### Керівний склад попередніх скликань
| Прізвище, ім'я, по батькові | Основні відомості                                                                                  | Дата обрання | Дата звільнення |
| --------------------------- | -------------------------------------------------------------------------------------------------- | ------------ | --------------- |
| Ротарь Василь Миколайович   | Сільський голова, 1959 року народження, член Комуністичної партії України                          | 26.03.2006   | 31.10.2010      |
| Стокич Наталія Ярославівна  | Сільський голова, 1978 року народження, освіта вища, член Всеукраїнського об'єднання «Батьківщина» | 31.10.2010   | 08.11.2011      |
| Кондрова Ніна Ігорівна      | Сільський голова, 1965 року народження, освіта вища, член Партії регіонів                          | 27.05.2012   | 25.10.2020      |

Примітка: таблиця складена за даними сайту Верховної Ради України

### Депутати
За результатами місцевих виборів 2010 року депутатами ради стали:

#### За суб'єктами висування
| Суб'єкт висування                                       | Кількість обраних депутатів | %    |
| ------------------------------------------------------- | --------------------------- | ---- |
| Партія регіонів                                         | 5                           | 33,3 |
| Політична партія Всеукраїнське об'єднання «Батьківщина» | 5                           | 33,3 |
| Комуністична партія України                             | 3                           | 20   |
| Самовисування                                           | 2                           | 13,3 |

#### За округами
| № округу                                                | Прізвище, ім'я, по батькові  | Дата визнання обраним | Освіта             | Партійна приналежність                        | Відомості про обраного депутата                            |
| ------------------------------------------------------- | ---------------------------- | --------------------- | ------------------ | --------------------------------------------- | ---------------------------------------------------------- |
| Комуністична партія України                             |                              |                       |                    |                                               |                                                            |
| 3                                                       | Ніколаєва Раїса Герасимівна  | 04.11.2010            | середня спеціальна | член Комуністичної партії України             | тимчасово не працює                                        |
| 4                                                       | Юхім Валентина Михайлівна    | 04.11.2010            | середня спеціальна | член Комуністичної партії України             | дитячий садок, завідувачка                                 |
| 10                                                      | Чистяк Алла Леонідівна       | 04.11.2010            | середня            | член Комуністичної партії України             | тимчасово не працює                                        |
| Партія регіонів                                         |                              |                       |                    |                                               |                                                            |
| 1                                                       | Максимчук Світлана Іванівна  | 04.11.2010            | середня            | член Партії регіонів                          | м. Одеса, технічний працівник                              |
| 6                                                       | Кондрова Ніна Ігорівна       | 04.11.2010            | середня спеціальна | член Партії регіонів                          | Шевченківська сільська рада, секретар                      |
| 8                                                       | Овчаренко Анатолій Іванович  | 04.11.2010            | середня            | член Партії регіонів                          | тимчасово не працює                                        |
| 12                                                      | Іванів Михайло Михайлович    | 04.11.2010            | середня            | член Партії регіонів                          | Шевченківська сільська рада, землевпорядник                |
| 15                                                      | Кулініч Сергій Валерійович   | 04.11.2010            | середня            | член Партії регіонів                          | автозаправна станція, м. Одесса, оператор                  |
| Політична партія Всеукраїнське об'єднання «Батьківщина» |                              |                       |                    |                                               |                                                            |
| 7                                                       | Костанжі Микола Васильович   | 04.11.2010            | середня            | член Всеукраїнського об'єднання «Батьківщина» | пенсіонер                                                  |
| 9                                                       | Куплевацька Наталія Павлівна | 04.11.2010            | середня спеціальна | член Всеукраїнського об'єднання «Батьківщина» | приватний підприємець                                      |
| 11                                                      | Кушнір Віра Анатолівна       | 04.11.2010            | середня            | член Всеукраїнського об'єднання «Батьківщина» | пенсіонер                                                  |
| 13                                                      | Киянчук Віктор Юрійович      | 04.11.2010            | середня            | член Всеукраїнського об'єднання «Батьківщина» | пенсіонер                                                  |
| 14                                                      | Васильєва Олена Михайлівна   | 04.11.2010            | середня            | член Всеукраїнського об'єднання «Батьківщина» | м. Одесса, молодша медична сестра                          |
| Самовисування                                           |                              |                       |                    |                                               |                                                            |
| 2                                                       | Щербак Алла Антонівна        | 04.11.2010            | вища               | член Всеукраїнського об'єднання «Батьківщина» | Березівська державна сортодослідна станція, завідувач спл. |
| 5                                                       | Єфімчук Галина Олександрівна | 04.11.2010            | середня            | позапартійна                                  | Березівська державна сортодослідна станція, агроном        |